# سرگی ماتویف
سرگی ماتویف (اوکراینی: Сергій Леонідович Матвєєв؛ زادهٔ ۲۹ ژانویهٔ ۱۹۷۵) دوچرخه‌سوار اهل اوکراین است.
وی در مسابقات کشوری و بین‌المللی در مجموع برندهٔ ۲ مدال نقره شده‌است.